# 波状雲
波状雲（はじょううん、なみじょううん、ラテン語学術名:undulatus、略号:un）とは、雲の変種の1つで、巻積雲、巻層雲、高積雲、高層雲、層積雲、層雲に現れる。一様に水平に広がる層状の雲に波模様・波紋が現れたり、水平に並ぶ雲片の群れが列をなして波やうねりのような形になったもの。畝（うね）雲と呼ぶことがある。
波模様は複数の方向に現れることがある。しばしばその向きは直交し、雲が整然と隊列のように並ぶ。層雲で発生することは稀。ときどき波状雲と放射状雲の両方の特徴をもつ雲がみられる。
"undulatus"はラテン語で「波打っている」という意味で、波を意味する"unda"に指小辞の付いた"undula"の派生形。
波模様が形作られる原因は重力波の一種である大気波だと考えられている。大気が安定した層の下に湿潤層があると、両層の境によく波が発生し、それが境界面を伝わっていく。持ち上げると水分が凝結して雲が生じる層に波が伝わると、波頭の部分に雲が生じる。大気波にはいろいろな波長がある。時折地震雲と紹介される例があるが、前述のような普通の雲として成因が説明できる。
気象衛星画像に現れるような幅が広く長い大規模な波状雲は、山脈などの障害物に直交な風の風下に山脈に平行な走向をもつ雲列として現れる。ふつう、厚い安定層のある場、高度が高くなるほど風速が増す場で発生する。
放射状雲と似た形だが、現れる雲類（基本形）が一部異なる。また類似する部分的に特徴のある雲（副変種）として、雲底にうねり模様が現れるasperitas、雲の上面に砕けた波模様が現れるfluctusがある。

## ギャラリー

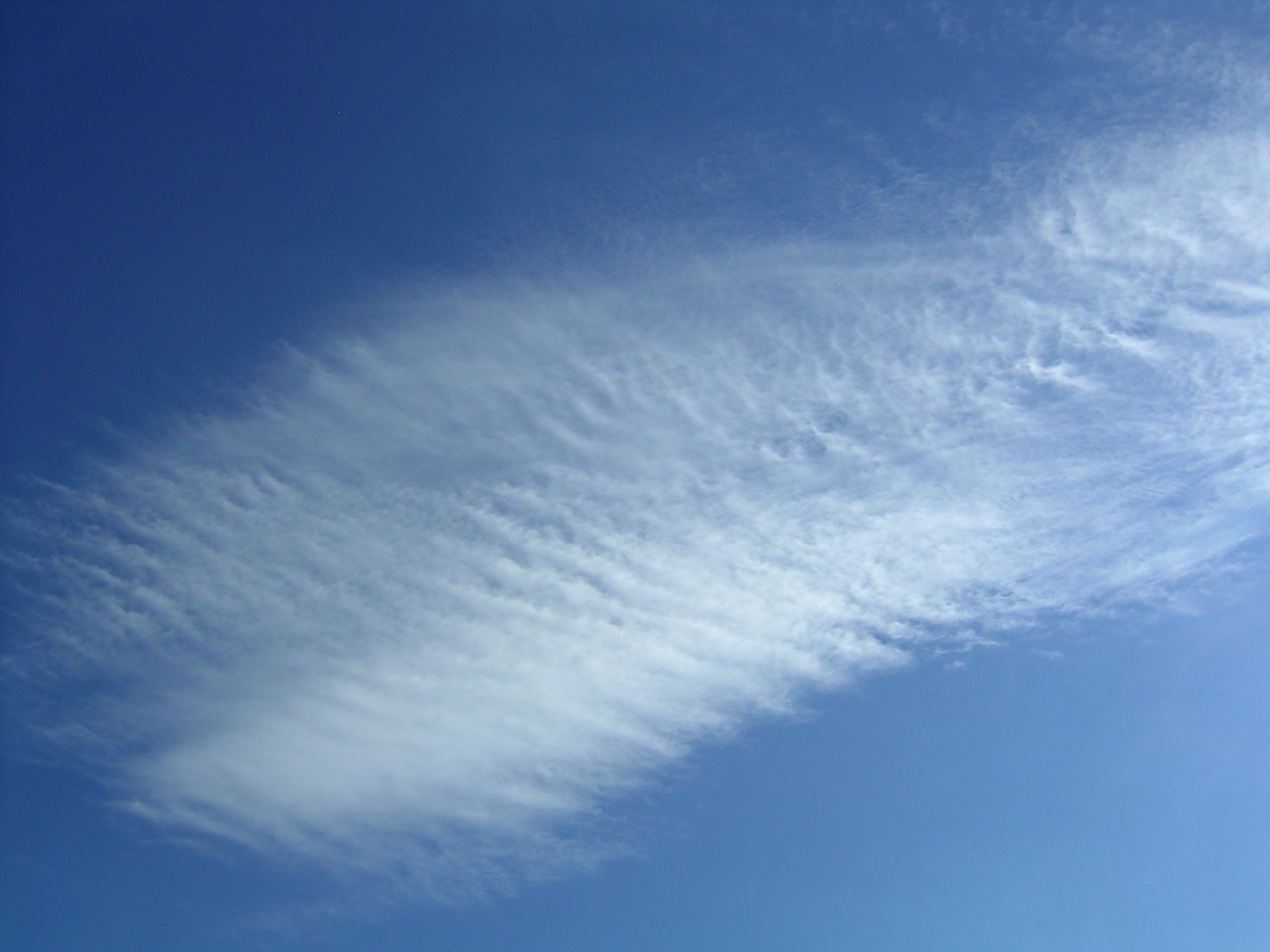
波状巻積雲
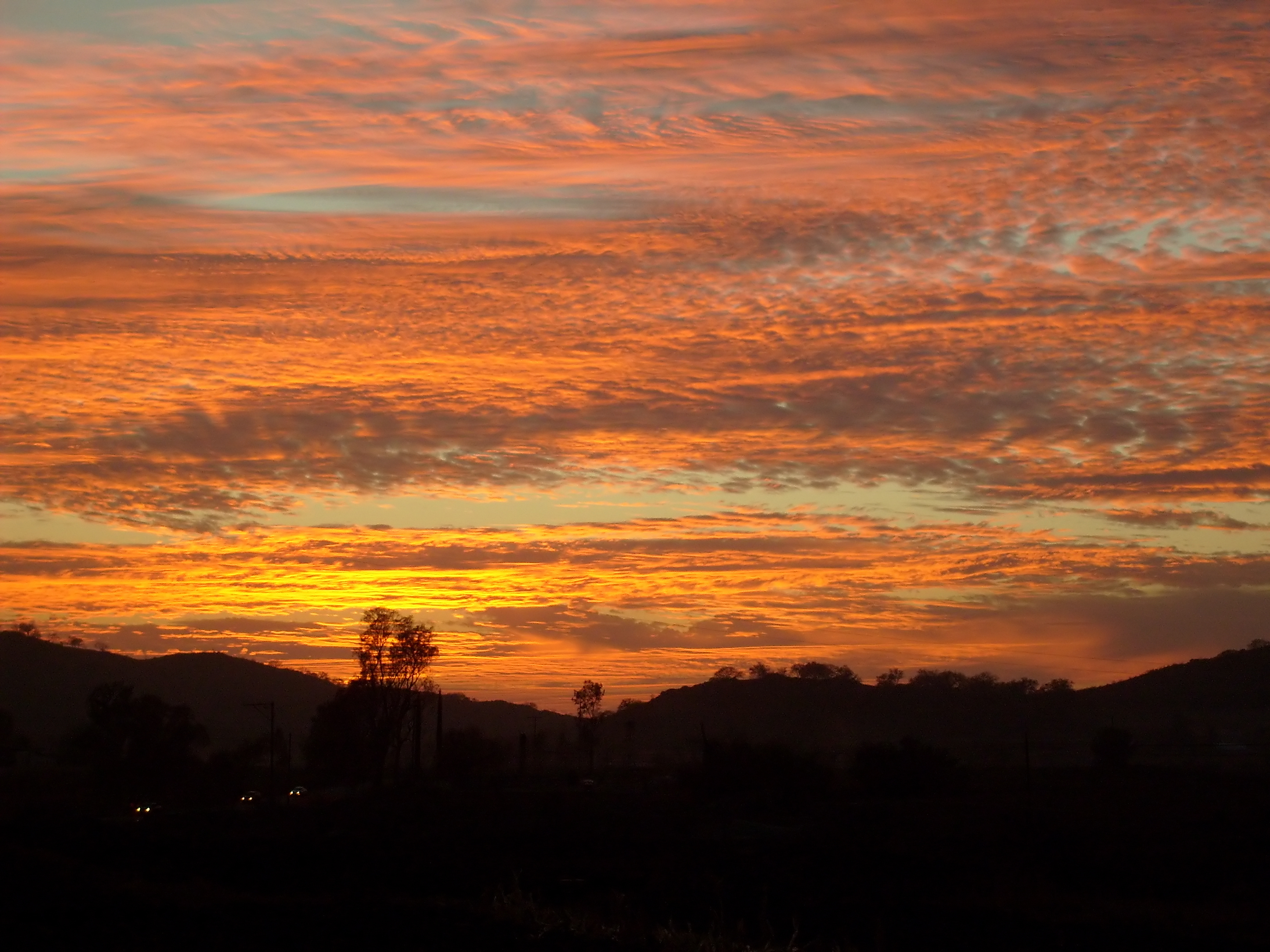
多数の波模様ができた高積雲
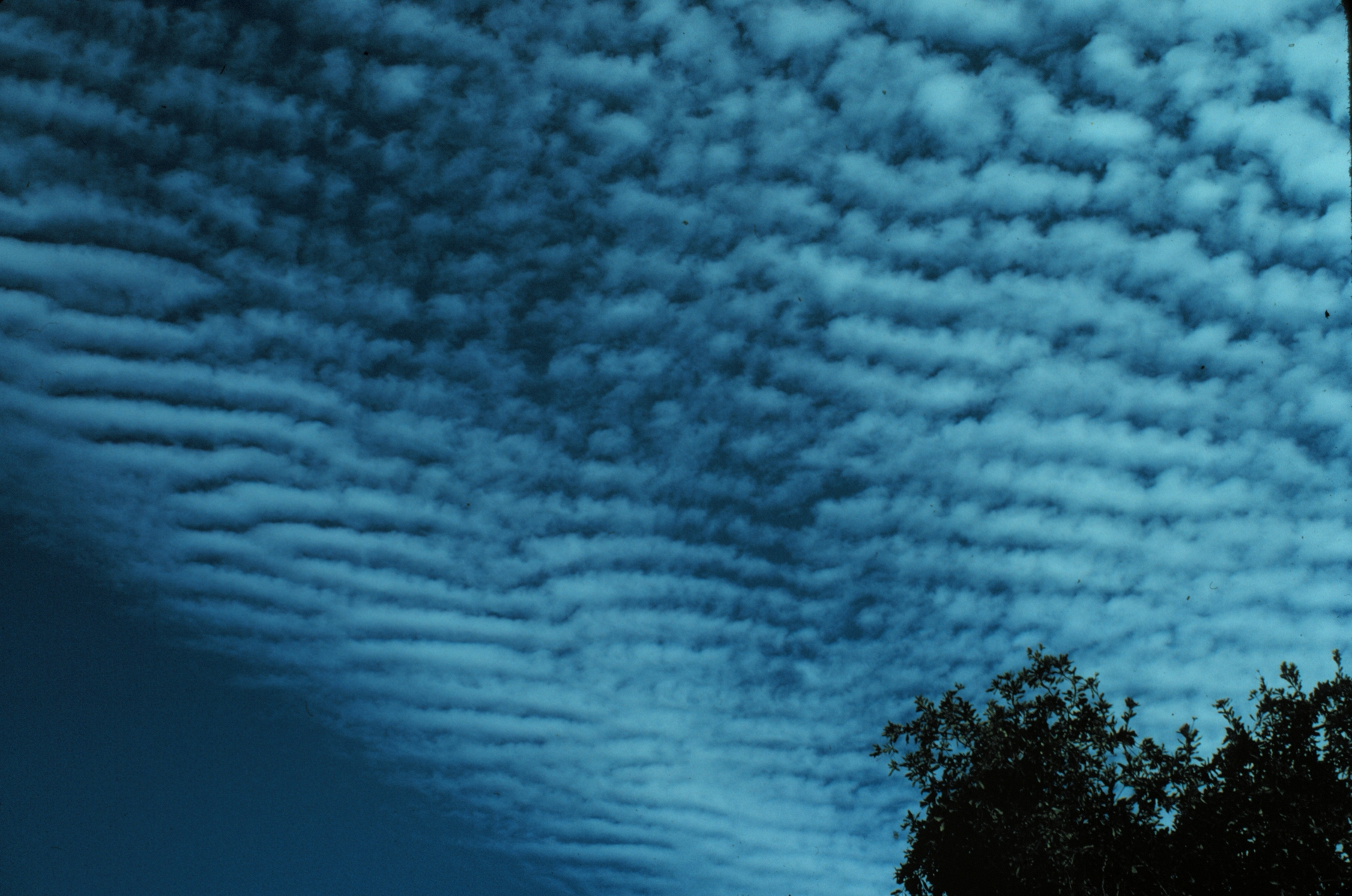
波状高積雲
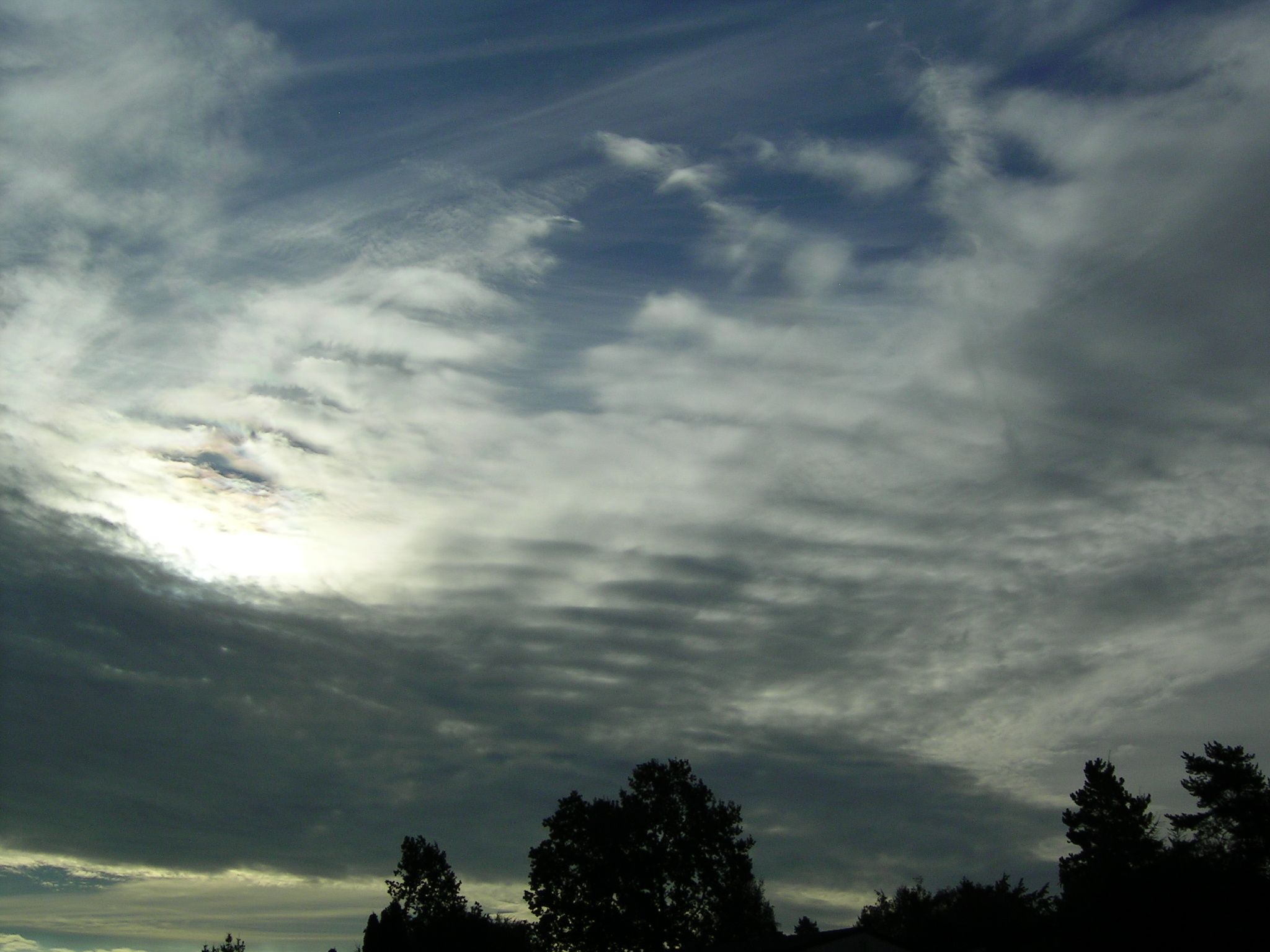
波状高層雲
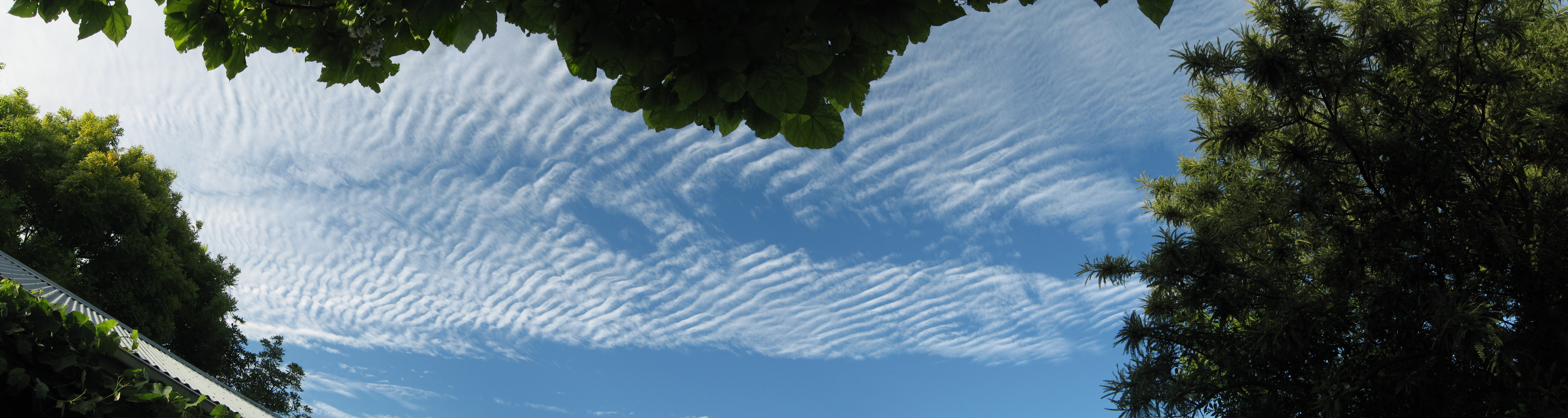
波状高層雲
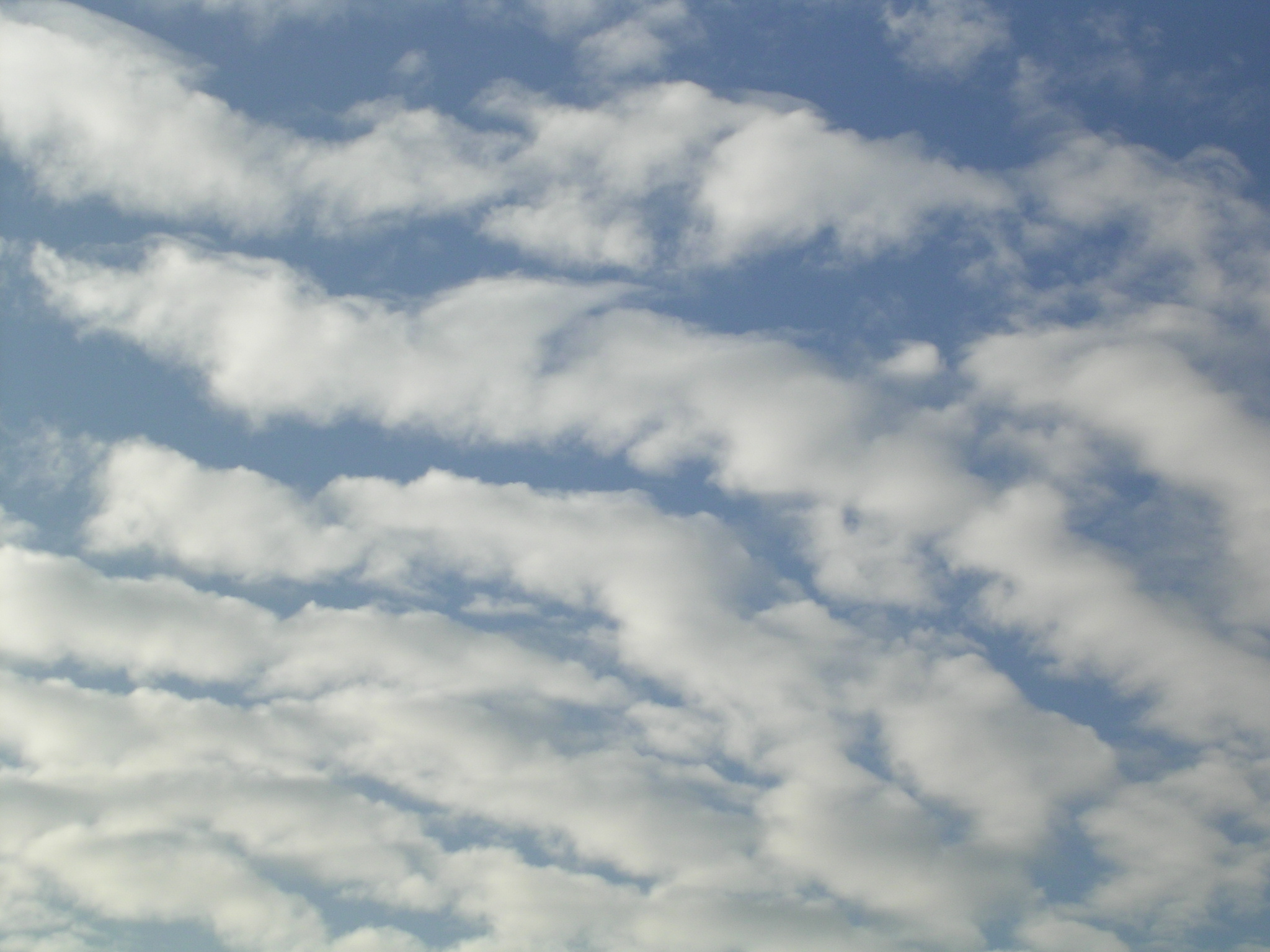
波状層積雲
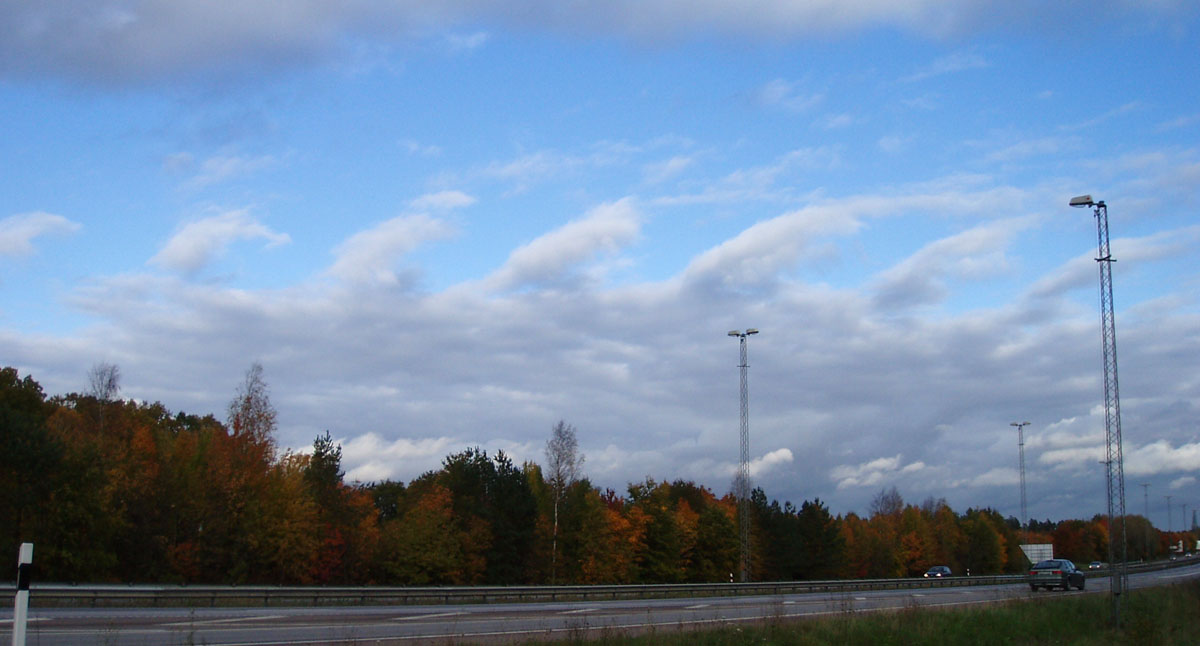
波状層積雲（ケルビン・ヘルムホルツ不安定波によるもの）
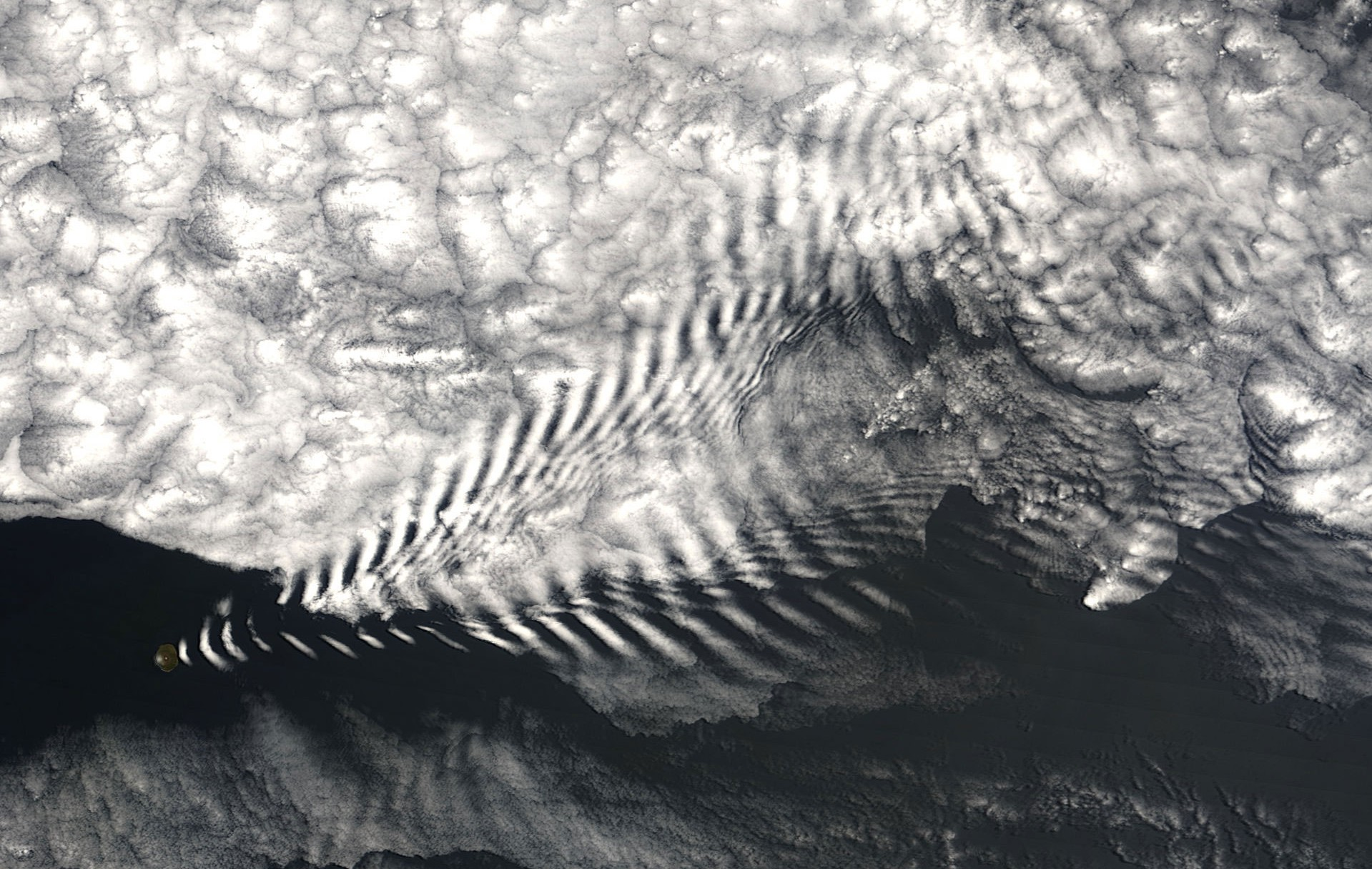
インド洋上空の波状雲の衛星写真
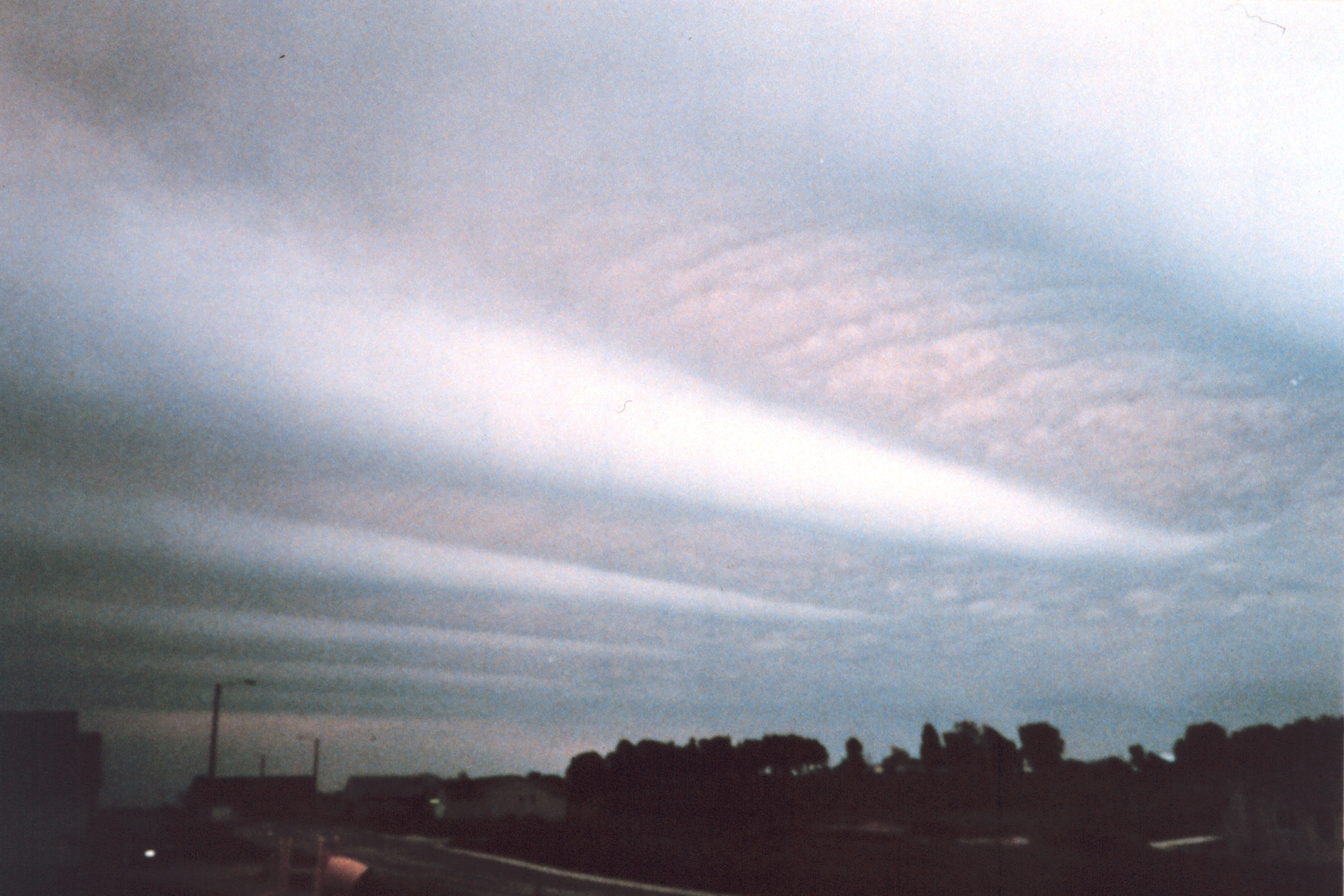
悪天候の中の巨大な波状雲
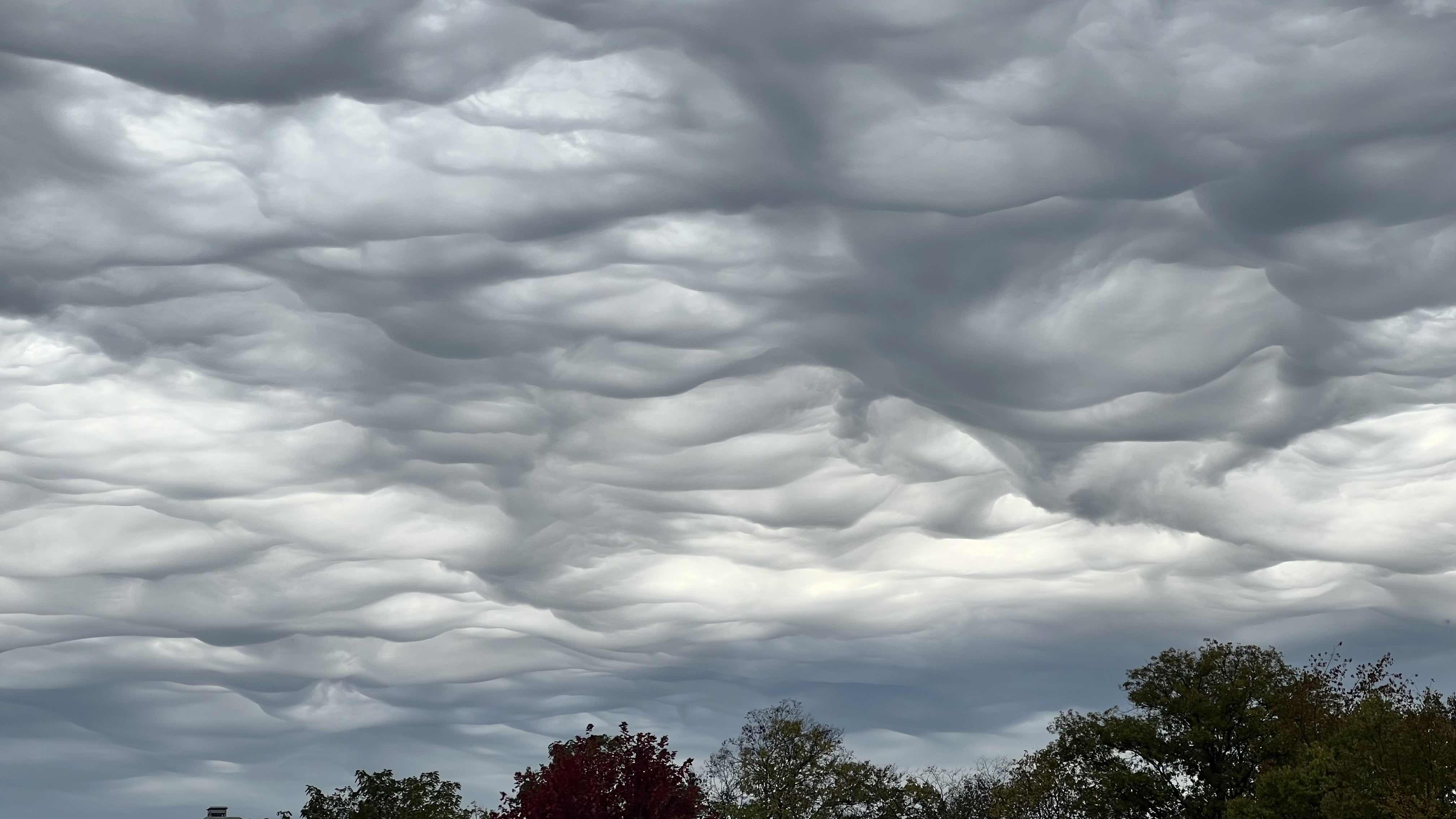
アスペリタス波状雲（荒底雲）